# Valmor Products Co.

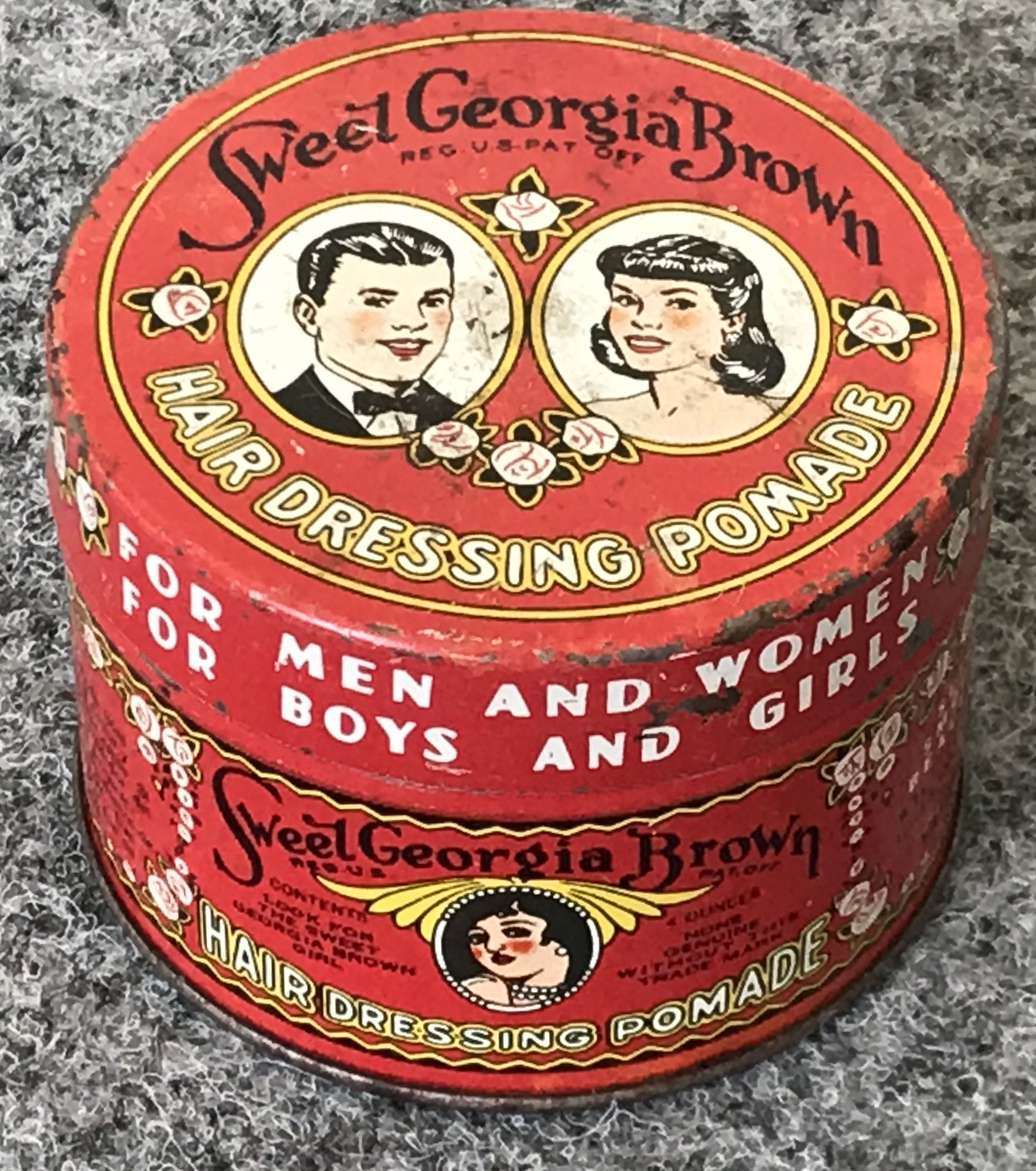
Sweet Georgia Brown Hair Dressing Pomade der Valmor Products Co. von 1947

VALMOR PRODUCTS CO. CHICAGO, ILL., war ein von 1926 bis 1984 bestehendes US-amerikanisches Kosmetikunternehmen aus Chicago, das hauptsächlich an ethnische Minderheiten Produkte verkaufte. Das Sortiment umfasste Pomaden, Puder, Parfüms, Schmuck und später auch Perücken, Traumbücher, bizarre „magische“ Kuriositäten und Voodoo-Artikel. In den 1930er und 1940er Jahren gehörte Valmor zu den erfolgreichsten Kosmetikunternehmen der USA. Zu den beliebtesten Produkten von Valmor zählte die Haarpomade der Marke Sweet Georgia Brown, welche seit 1934 hergestellt wurde. Eigentümer waren Morton G. Neumann und seine Frau Rose. 

## Geschichte
Valmor wurde 1926 von dem Chemiker Morton G. Neumann (1898–1985) gegründet, einem US-Amerikaner ungarischer Abstammung. Der Name des Unternehmens war eine Komposition aus den Worten „VALue“ (Wert) und „MORe“ (mehr). Führend in der Firma waren Neumann, der die Kosmetik kreierte, Charles C. Dawson (1889–1981), zuständig für die Grafikgestaltung, sowie später der Pin-up-Künstler Jay Jackson (1905–1954). Paare und Liebe waren das Hauptthema vieler Grafiken des Unternehmens.
Neben Schönheitsartikeln war das Unternehmen auch für Produkte bekannt, die sich auf Magie und Mystik konzentrierten. Die Produkte von Valmor schafften es während der Weltwirtschaftskrise, zur Grundlage für ein hochprofitables Unternehmen zu werden. Mitte des 20. Jahrhunderts wurde das Unternehmen aufgrund besserer Qualitätsprodukte auf dem Markt und mangelndem Glauben an Magie aus der Kosmetikbranche verdrängt. Das Unternehmen änderte die Taktik und konzentrierte sich anschließend ausschließlich auf den Verkauf von Perücken und Pomaden.
Der Standort von Valmor blieb stets der Stadtteil Bronzeville im Süden Chicagos. Valmor hatte hier nicht nur ein Fachgeschäft, sondern etablierte sowohl einen Versandhandel als auch einen Haustürverkauf. Das erste Hauptquartier des Unternehmens in der 5249 S. Cottage Grove Avenue diente als Aufnahmestudio des Valmor Blues-Plattenlabels und wurde in den 1940er Jahren zur Heimat von Chess Records. Als Valmor expandierte, wurde der Block zwischen der S. Indiana Avenue und der S. Prairie Avenue übernommen, wo das Unternehmen bis in die 1970er Jahre ansässig war. Valmor hatte außerdem in den 1950er bis 1970er Jahren eine Postanschrift in der 2541 S. Michigan Avenue, gleich um die Ecke von den Büros eines der größten Werbepartner von Valmor, Johnson Publishing – dem Herausgeber der afroamerikanischen Magazine Ebony und Jet.
1984 wurde Valmor von der R.H. Cosmetic Corp. aus Brooklyn aufgekauft, welche ehemaligen Valmor-Produkten zu Umsatzsteigerungen verhalf, bis zur Einstellung des Betriebs im Jahr 1996.

## Marken
Morton G. Neumann betrieb unter der Dachmarke der Valmor Products Co., mehrere Unterfirmen für den Einzel- und Großhandel, sowie zahlreiche Eigenmarken für nahezu jede Zielgruppe. Hier einige Marken von Valmor und ihr Entstehungsjahr:
- 1927: Sweet Georgia Brown
- 1930: Van Van
- 1935: Hug me Tight
- 1936: Lucky Lulu
- 1937: True Love
- 1937: Lucky Brown
- 1937: Lucky Cat
- 1940: Black Cat
- 1940: Slick-Black
- 1944: Madam Jones
- 1954: Hold your Man

## Reflexionen in der Kunstszene
Die Produktlabels inspirierten u. a. Künstler wie Roy Lichtenstein zum Gemälde „Laughing Cat“ (1961) und Claes Oldenburg zu seinem Maus Museum sowie 1978 ein Rolling Stones Vinyl-Plattencover. 2015 fand in Chicago unter dem Namen „Love for Sale: The Graphic Art of Valmor Products“ eine Ausstellung statt, die sich ausschließlich den Produktetiketten von Valmor widmete.